# Juan Ojeda
Juan Marcelo Ojeda (Arroyo Seco, 10 de novembro de 1982) é um goleiro de futebol argentino. Ele joga atualmente para o River Plate da Argentina.
Ojeda fez seu primeiro jogo como profissional pelo time Rosario Central no dia 28 de maio de 2004 em uma derrota por 1 a 0 contra o Colón de Santa Fé, ele continuou jogando regularmente para o Rosario Central até a transferência dele para o River Plate em janeiro de 2007 durante a janela de transferência.